# Aethionema munzurense
Aethionema munzurense là một loài thực vật có hoa trong họ Cải. Loài này được P.H.Davis & Yild. mô tả khoa học đầu tiên năm 1988.